# Juan Coy
Juan Coy – belizeński polityk, członek Zjednoczonej Partii Demokratycznej, poseł z okręgu Toledo West i wiceminister ds. rozwoju, przemian społecznych i zmniejszenia ubóstwa w latach 2008-2012.

## Życiorys
Związał się ze Zjednoczoną Partią Demokratyczna i z jej ramienia kandydował do parlamentu.
7 lutego 2008 wygrał wybory parlamentarne w okręgu Toledo West zdobywając 2711 głosów. Został członkiem Izby Reprezentantów, w po pokonaniu Marciala G. Mesa z PUP stosunkiem głosów: 59,31% do 34,39%
14 lutego premier Dean Barrow powołał go do swojego rządu na stanowisko wiceministra ds. rozwoju, przemian społecznych i zmniejszenia ubóstwa.
W kolejnych wyborach 7 marca 2012 Juan Coy bez powodzenia ubiegał się o reelekcję w tym samym okręgu, przegrywając z politykiem PUP: Oscarem Requeną, stosunkiem głosów: 36,66% do  62,45%